# Демир-Хисар
Демир-Хисар (мак. Демир Хисар) — місто в південно-західній частині Північної Македонії, в історико-географічної області Демир-Хисар, центр однойменної громади Демир-Хисар.

## Географія
Місто розташоване в 20 кілометрах на північний захід від міста Бітола на правому березі річки Црна на висоті 635 метра.
У 1990-ті роки село Мургашево стало містом і отримало нове ім'я Демир-Хисар за історико-географічною областю, у якій знаходиться.

## Населення
За переписом 2002 року, у Демир-Хисарі проживали 2593 жителів.
- македонці — 2473
- албанці — 62
- турки — 22
- цигани — 11
- влахи — 6
- серби — 7
- боснійці — 2
- інші — 10

## Фото

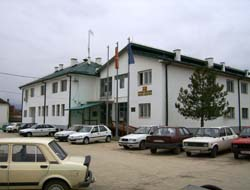
Адміністрація (сградата) громади Демир-Хисар

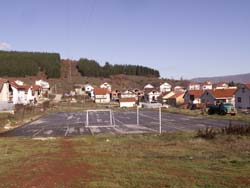

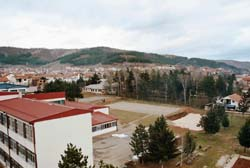